# Bodil Ipsen
Bodil Louise Jensen Ipsen Black, född Jensen Ipsen den 30 augusti 1889 i Köpenhamn, död 26 november 1964 på samma ort, var en dansk skådespelare och regissör, en av sin tids största danska skådespelarbegåvningar. Ipsen var gift fyra gånger.

## Biografi

### Teaterkarriär
Bodil Ipsen, vars far var kansliråd, debuterade 1909 på Det Kongelige Teater som Helene i Bjørnstjerne Bjørnsons Når den ny vin blomstrer. Hon spelade 1912–1914 och 1919–1922 på Dagmarteatret och dessemellan, 1914–1919, på Det Kongelige Teater, där hon åter anställdes hösten 1922, och spelade fram till 1925, 1927–1930, 1934–1944 och 1948–1950. På 1950-talet spelade hon på Aveny Teatret, Det Ny Teater och Folketeatret samt på scener i Århus och Odense, innan hon 1960 drog sig tillbaka från scenen.
Från 1936 regisserade Ipsen även vid teatern, bland annat satte hon upp Ludvig Holbergs Don Ranudo (1941) och Friedrich Hebbels Maria Magdalene (1941).
Bland hennes största roller märks Elmire i Tartuffe, Pernille i Ludvig Holbergs Den stundesløse, Elisabeth i Friedrich Schillers Maria Stuart, titelrollen i Bjørnstjerne Bjørnsons Maria Stuart, Nora i Henrik Ibsens Et dukkehjem, fru Alving i Ibsens Gengangere och Alice i August Strindbergs Dödsdansen.

### Filmkarriär
Ipsen hade även en omfattande filmkarriär. Hon filmdebuterade redan 1913, och gjorde huvudroller i en rad danska filmer på 1930- och 1940-talen. Hon debuterade som filmregissör 1942 med Afsporet (Urspårad) och regisserade sammanlagt tio filmer, bland annat De røde enge (1945) och Cafe Paradis (1950) varav en – Bröllopsnatten (1947) – i Sverige. Hälften av hennes filmer regisserade hon ihop med Lau Lauritzen jr.

## Utmärkelser
Ipsen fick, tillsammans med Bodil Kjer, 1948 Danmarks äldsta filmpris, Bodilprisen, uppkallat efter sig. Hon hann själv med att vinna priset två gånger före sin död. Hon fick 1922 medaljen Ingenio et arti, 1935 Tagea Brandts rejselegat for kvinder, 1948 Fortjenstmedaljen i guld, och 1959 utnämndes hon till kommendör av Dannebrogsorden.

## Filmografi

### Skådespelare
- 1913 – Scenens børn
- 1920 – Lavinen
- 1922 – Frie fugle
- 1923 – Madsalune
- 1932 – Paustians Uhr
- 1935 – Det gyldne smil
- 1938 – Bolettes brudefærd
- 1940 – Fröken i köket (Sørensen og Rasmussen)
- 1941 – Gå med mig hem (Gå med mig hjem)
- 1942 – Mellan fyra män (Forellen)
- 1957 – Ingen tid til kærtegn
- 1960 – Tro, håb og trolddom

### Regi
- 1942 – Urspårad (Afsporet)
- 1942 – En herre i frack (En herre i kjole og hvidt)
- 1943 – Drama på slottet
- 1944 – Mordets melodi
- 1944 – Du skall icke hava lust... (Besættelse)
- 1945 – Den röda jorden (De røde enge)
- 1947 – Bröllopsnatten
- 1948 – Med livet som insats (Støt står den danske sømand)
- 1950 – Café Paradis
- 1951 – Det sande ansigt

## Teater

### Roller (urval)
- 1931 – Ilsa von Ilsen i En caprice av Sil Vara, regi Gösta Ekman, Konserthusteatern[2][3]
- 1931 – Julie i Fröken Julie och Friherrinnan i Bandet av August Strindberg, regi Per Lindberg, Konserthusteatern[4]